# Elegia aggregata
Elegia aggregata är en gräsväxtart som först beskrevs av Maxwell Tylden Masters, och fick sitt nu gällande namn av Moline och Hans Peter Linder. Elegia aggregata ingår i släktet Elegia och familjen Restionaceae. Inga underarter finns listade i Catalogue of Life.